# Национален музей „Каподимонте“
Вижте пояснителната страница за други значения на Каподимонте.
Националният музей „Каподимонте“ (на италиански: Museo nazionale di Capodimonte), накратко Музей „Каподимонте“ (Museo di Capodimonte) е художествен музей в Неапол, Италия. Разположен е в бившия едноименен кралски дворец (лятна резиденция) на Бурбоните на територията на градския парк „Каподимонте“ (на италиански: Parco di Capodimonte) на хълма Каподимонте. В него се помещават галерии с антично изкуство, една със съвременно изкуство и исторически апартамент. Най-ценната част от експозицията е картинната галерия с платна на италиански художници от епохата на Ренесанса.
Той е официално открит през 1957 г., въпреки че залите на двореца са домакини на произведения на изкуството от 1758 г. В него се съхраняват главно картини, широко разпределени в двете основни колекции: Колекция „Фарнезе“, която включва големи имена на италианската и на международната живопис (Рафаело Санцио, Тициан, Пармиджанино, Питер Брьогел Стари, Ел Греко, Лудовико Карачи, Гуидо Рени и др.) и тази на Неаполитанската галерия, която събира творби от църкви в града и околностите му, транспортирани до Каподимонте като предпазна мярка (Симоне Мартини, Колантонио, Караваджо, Хосе де Рибера, Лука Джордано, Франческо Солимена). Важна е и колекцията от съвременно изкуство, единствената по рода си в Италия, в която се откроява „Везувий“ на Анди Уорхол.

## Общи характеристики
Дворецът на Бурбоните е построен по заповед на Карлос III, крал на Неапол и Сицилия, по проект на архитект Джовани Антонио Медрано. По замисъл на краля едно от първоначалните предназначения на сградата е настаняване на колекцията на пармските херцози Фарнезе, която попада в Неапол след брака на Изабела Фарнезе с бащата на Карлос ІII.
Освен колекцията „Фарнезе“ в музея „Каподимонте“ са представени (частично) и други колекции: колекция „Борджия“, колекция гоблени, колекция на семейство Aвалос, порцелан на Мария-Амалия Саксонска и др. Част от платната са пренесени от исторически храмове на Неапол („Сан Доменико Маджоре“, „Сан Лоренцо Маджоре“, „Санта Мария дел Пианто“ и др.) заради тяхната сигурност и оптимални условия за съхранение.
Най-ценните експонати са картините на европейски (предимно италиански) художници от Късното средновековие и Ренесанса. Сред авторите в различните колекции на музея са: Симоне Мартини („Св. Луи Тулузки предава короната на Робер Неаполитански“, „Mаестà“); Мазачо („Разпятието на Христос“); Андреа Мантеня („Света Евфимия“, „Портрет на Франческо Гондзага“); Сандро Ботичели („Мадоната с Младенеца и две ангела“); Джовани Белини („Преображение Христово“); Филипино Липи („Благовещение и светци“), Кристофоро Скако („Коронацията на Богородица със светите Марк и Юлиан“), Лоренцо Лото („Мадоната с Младенеца“, „Портрет на епископ Роси“); Себастиано дел Пиомбо („Портрет на папа Климент VII“, „Мадона с плащ“), Тициан (най-ранната от четирите „Даная“, два портрета на папа Павел III и др.), Рафаело Санцио („Мадона Divina amore“, „Портрет на кардинал Фарнезе“); Антонио да Кореджо („Циганин“, „Мистичният брак на Св. Екатерина Александрийска“, „Свети Йосиф с човек, приел вярата отскоро“, „Свети Антоний Абат“); Пармиджанино („Антеа“, „Лукреция Римска“, „Портрет на Галеацо Санвитале“, „Светото семейство“), Микеланджело да Караваджо („Бичуването на Христос“), Гуидо Рени („Аталанта и Хипомен“), Артемизия Джентилески („Юдит, обезглавяваща Олоферн“, „Св. Януарий в амфитеатъра на Поцуоли“), Лука Джордано („Св. Януарий“, „Христос и Богородица защитници срещу чумата", „Венера, Купидон и Марс“ и др.), анонимни италиански майстори (например „Портрет на Лука Пачоли“), както и Питер Брьогел Стари („Притча за слепците“, „Мизантроп“), Ел Греко („Момчето, разпалващо свещ“, „Портрет на Джулио Кловио“); Франсиско Гоя („Портрет на Карлос IV", „Портрет на Мария-Луиза Пармска“).

## История

### XVIII век
Крал Карлос III Бурбон се възкачва на трона на Неаполитанското кралство през 1734 г. Той се изправя пред проблема за осигуряване на достойно място за произведенията на изкуството, наследени от майка му Изабела Фарнезе, които формират част от нейната семейна колекция, започната от папа Павел III през XVI век и продължена от наследниците му. Все още разпръснати между Рим и Парма, някои творби, по-специално тези, чиято стойност надхвърля стойността на транспорта, са преместени в Кралския дворец на Неапол (основно тези на Рафаел, Анибале Карачи, Кореджо, Тициан и Пармиджанино), където до този момент няма реална галерия: в крайна сметка останалата част от колекцията е преместена и се съхранява вътре в хранилищата на двореца, застрашена от външното влияние и от естествените фактори като напр. близостта на морето. През 1738 г. кралят започва изграждането на дворец на хълма Каподимонте, за да го използва като музей; успоредно екип от експерти проектира интериора с оглед разполагането на колекцията: проектът поставя условие творбите да са настанени в стаи с южно изложение, обратно на морето. При все още недовършено строителство първите картини са поставени през 1758 г., в дванадесет зали, разделени по художници и живописни школи: не е известно точно кои творби са били изложени в музея, защото годишните описи са унищожени по време на Втората световна война. Освен излагането им в музея от 1755 г. е създадена и Кралската академия на голото тяло под ръководството на художника Джузепе Бонито.
През 1759 г. е прехвърлена останалата част от колекцията: това са подготвителните картони за стенописите в параклиса „Св. св. Петър и Павел“ във Ватикана от Микеланджело Буонароти и тези на Рафаело Санцио за „Стаята на Хелиодор“ във Ватикана, картини от Джорджо Вазари, Андреа Мантеня и Мазолино да Паникале. Сред посетителите по онова време са Жан-Оноре Фрагонар, маркиз дьо Сад, Джоузеф Райт от Дерби, Антонио Канова, Йохан Волфганг фон Гьоте и Йохан Винкелман. Около края на 70-те години, с прехвърлянето на други части от колекция „Фарнезе“, музеят има 24 зали. Закупени са и нови картини на най-известните художници от Южна Италия като Полидоро да Караваджо, Чезаре да Сесто, Хосе де Рибера, Лука Джордано, освен платната на Антон Рафаел Менгс, Ангелика Кауфман, Елизабет Виже Льо Брюн и Франческо Лиани. През 1783 г. е закупена колекцията на граф Карл Йозеф фон Фирмиан, съдържаща около 20 хил. гравюри и рисунки от художници, като Фра Бартоломео, Перин дел Вага, Албрехт Дюрер и Рембранд. През същия период е открита реставрационна лаборатория, поверена първо на Клементе Рута, след това на Федерико Андрес, по предложение на придворния художник Якоб Филип Хакерт.
Фердинанд I, крал на Двете Сицилии, през 1785 г. създава Правилник на музея: определени са работното време, задачите на охраната, отговорността на посетителите, достъпът на копистите. В същото време не е либерализиран достъпът за населението, което е наложена практика в други музеи на Бурбоните. Посещенията са ограничени само с разрешение, издадено от Държавния секретар.
В края на XVIIII век, когато в музея се помещават около 1800 картини, е решено да се създаде единен неаполитански музеен комплекс: изборът пада върху Палацо дели Студи, бъдещ Национален археологически музей. Той започва да работи с това си ново обществено предназначение от 1777 г., преобразуван от Фердинандо Фуга, с намерението да събере цялата колекция „Фарнезе“ и колекция „Херкулан“, последната в резултат на археологическите находки от разкопките на Помпей, Херкулан и Стабия, както и да приеме библиотеката на академията.

### XIX век
Тежък удар върху музея е нанесен през 1799 г. с пристигането на французите в Неапол и с краткото създаване на Неаполитанската република – страхувайки се от най-лошото, предходната година Фердинанд I прехвърля 14 шедьовъра в Палермо. Всъщност френските войници ограбват множество творби – от 1783-те картини, част от колекцията, от които 329 от колекция „Фарнезе“, а останалите придобити от Бурбоните, 30 са предназначени за републиката, докато други 300 са продадени, особено в Рим. Връщайки се в Неапол, Фердинанд I нарежда на Доменико Венути да намери ограбените творби: малкото възстановени обаче не се връщат в Каподимонте, а отиват в Палацо „Франкавила“ (или Палацо „Челамаре“) – новото място, избрано за градски музей.
Началото на френското десетилетие през 1806 г. съответства на окончателното изоставяне на музейната роля на двореца Каподимонте в полза на жилищната: всичко е преместено вътре в Палацо дели Студи, а за обзавеждане на новите зали на двореца са използвани картини от затворените манастири, като тази на Санта Катерина а Формиело, Монтеоливето и Сан Лоренцо, дотолкова че Жоашен Мюра излага хипотеза за създаването на неаполитанска галерия в Каподимонте, с намерението, както самият той казва: „Да възбудим гения на младостта по примера на старите майстори“.
И с реставрацията на Бурбоните през 1815 г. дворецът „Каподимонте“ продължава да изпълнява своята жилищна функция: стените на залите са украсени с картини, изпратени от млади неаполитански художници, изпратени в Рим да учат за сметка на Короната, и които могат така да покажат техния напредък. През 1817 г. колекцията на кардинал Стефано Борджия пристига в двореца, силно желана от Мюра, но с покупката, завършена от Фердинанд I. През тези години обаче има примери за разпръскване на произведения, принадлежащи на стария музей, като тези, дарени на Университета в Палермо през 1838 г., или с продажбата на колекцията на Леополд Бурбон-Неаполитански, брат на Франческо I от Двете Сицилии, на зет му Анри Орлеански, херцог на Омал, за изплащане на дългове за хазарт и след това прехвърлени в замъка Шантийи.
С обединението на Италия през 1861 г. и с назначаването за директор на Реал Каза на Анибале Сако, дворецът „Каподимонте“, освен че продължава да изпълнява ролята си на дом, се завръща отново, за да има макар и неофициално музейна функция. След продажбата на около 900 картини, с Анибале Сако и неговите сътрудници Доменико Морели и Федерико Малдарели, в залите на сградата са прехвърлени многобройни порцеланови изделия и порцелани biscuits, подредени в северозападното крило, картини неаполитанско производство, които за малко повече от 20 г. надхвърля 600 единици и над 100 скулптури: всички произведения са подредени хронологично, според съвременните музейни стандарти в залите около Северния двор, създавайки нещо като художествена галерия на основния етаж. През 1864 г. са прехвърлени оръжейната колекцията на Фарнезе и оръжейната на Бурбоните. През 1866 г. е ред на порцеланова всекидневна с китайски привкус на Мария-Амалия Саксонска, първоначално настанена в стая на Кралския дворец „Портичи“ в Портичи. През 1880 г. са прехвърлени гоблените, изтъкани от Кралската манифактура, и неаполитански занаятчийски фигурки животни за презепе. Дворецът „Каподимонте“ отново се превръща в неаполитански културен център и през 1877 г. в него се провежда празненство по случай Националното изложение на изящните изкуства.

### XX и XXI век
Началото на XX век бележи период на стагнация във фазата на музеализация – дворецът става постоянна резиденция на семейството на Херцога на Аоста, докато колекциите, които ще формират ядрото на бъдещия музей, все още се събират в Палацо дели Студи, който с обединението на Италия приема името „Национален музей“. Въпреки закупуването на произведения на художници, като Мазачо през 1901 г. и Якопо де Барбари между 20-те и 30-те години, върхът на преотстъпванията вече е достигнат – те са извършени отчасти за да задоволят исканията от страна на Парма и Пиаченца като вид компенсация за това, което Карлос III де Бурбон е взел навремето, както и за обзавеждане на залите на институционалния щаб на Италианската държава, като двореца „Квиринал“, двореца „Монтечиторио“, двореца „Мадама“, посолствата в чужбина и университетите. С избухването на Втората световна война колекциите на неаполитанските музеи са прехвърлени през лятото на 1940 г. в териториалното абатство „Сантисима Тринита“ в Кава де Тирени и след настъплението на германците през 1943 г. в абатство Монтекасино. Войските на дивизия „Гьоринг“ обаче успяват да откраднат картини на Тициан, Пармиджанино, Себастиано дел Пиомбо и Филипино Липи, но те са намерени в края на конфликта в кариера близо до Залцбург и върнати в Неапол през 1947 г.
След Втората световна война, на вълната от ентусиазма за възстановяването на страната, е реализиран проект за подредба на неаполитанските музеи. След това изкуствоведът Бруно Молайоли окончателно прехвърля всички картини в двореца „Каподимонте“, който е освободен от жилищната си функция след заминаването на херцозите на Аоста през 1946 г. Така е изпълнено искането, отправено няколко години по-рано от видни личности на италианската култура, сред които Бенедето Кроче, да се посвети Националният археологически музей изключително на колекцията от антики, също и защото последният придобива през годините все повече и повече пространство както от галерията и от библиотеката, вече пренесена в Кралския дворец през 1925 г.
С указ, подписан през 1949 г., е официално уреден Националният музей Каподимонте. Ремонтните работи на залите на двореца започват през 1952 г. благодарение на финансирането от Касата на Южна Италия, и са последвани от самия Молайоли, Фердинандо Болоня, Рафаело Кауза и Ецио Де Феличе, които се занимават главно с архитектурния профил и с експозицията на музея, на който се възхищават за неговата модерност и функционалност и той отдавна е взет за модел. След това картините от XIX век са подредени на първия етаж и залите на Кралския апартамент са преустроени, както и лабораториите за консервация и реставрация, докато на втория етаж е създадена художествена галерия за класическа живопис.
Музеят е официално открит през 1957 г. с много модерен подход, картините са разделени преди всичко по исторически колекции, подчертавайки тяхната различна история; след това следват хронологичен ред и чрез школи за живопис, с добавяне на рисунки и обяснителни текстове, както и зенитно осветление и система за филтриране на светлината. Впоследствие се обогатява с нови колекции: през 1958 г. колекцията „Де Чичо“ е дарена с многобройните си приложни изкуства, а колекцията от рисунки и щампи, както и множество произведения от градските църкви, преместени в двореца Каподимонте за целите на консервацията.
През 1970-те г. са организирани поредица от временни изложби, насочени към повишаване на осведомеността за неаполитанската художествена продукция. Наред с тях през 1978 г. Алберто Мури предлага изложба на съвременно изкуство, успехът на която подтиква създаването на постоянна такава. След земетресението в Ирпиния от 1980 г., благодарение на многобройното финансиране, музеят е частично затворен за цялостна реставрация. През 1995 г. първият етаж е отворен отново, докато през 1999 г. музеят е отворен отново напълно. Никола Спиноза, подпомаган от Ермано Гуида, се погрижва за новото местоположение на произведенията, следвайки исторически и географски ред, като също така благоприятства произхода на предметите, интегрирайки историята на тях с тази на тяхното музеизиране.

## Описание и произведения
Националният музей „Каподимонте“ се простира на трите нива в двореца „Каподимонте“. Подредбата на произведенията датира от последните реставрационни работи, извършени от началото на 80-те години до 1999 г. На приземния етаж и в определени зони на сутерена са разположени услугите за посетители и някои образователни зали. На мецанина са „Кабинетът на рисунките и щампите“ и изложбите на „Частния 19 век“ и на „Плакатите на Меле“. На първия етаж са галерията „Фарнезе“, колекцията „Борджия“, Кралският апартамент, колекцията от порцелан, колекцията „Де Чичо“ и оръжейната зала на Фарнезе и на Бурбон. На втория етаж са Неаполитанската галерия, колекцията „Авалос“, залата с гоблени „Авалос“ и секцията за съвременно изкуство. Последната продължава и на третия етаж, където също се намират „Галерията на 19 век“ и „Фотографската галерия“.